# بين بارنت
بين بارنت (بالإنجليزية: Ben Barnett)‏ هو لاعب كرة قدم بريطاني، ولد في 18 ديسمبر 1969 في إيزلينغتون ‏ في المملكة المتحدة. لعب مع بوريهام وود إف سي ونادي بارنت وهيبريدج سويفتس.